# André Lurçat
André Lurçat (ur. 27 sierpnia 1894 w Bruyères, zm. 11 lipca 1970 w Sceaux) – francuski architekt i urbanista.
Był bratem malarza Jeana. Reprezentował nurt funkcjonalizmu. W latach 1925–1935 w dużym stopniu przyczynił się do rozwoju stylu  międzynarodowego, po 1945 był głównym architektem odbudowy kraju po II wojnie światowej. Projektował osiedla mieszkaniowe i szkoły (m.in. w Villejuif).